# Stöckli Swiss Sports
Die Stöckli Swiss Sports AG mit Sitz in Malters, Kanton Luzern, ist ein Schweizer Sportartikelhersteller. Die Firma befindet sich im Besitz der Familie Kaufmann und wird seit 2014 von Marc Gläser geführt. Das Unternehmen besitzt eine Ski-Manufaktur in Malters, betreibt in der Schweiz 15 eigene Sportfachgeschäfte und beliefert weltweit 800 Fachhändler in rund 40 Ländern (Stand: 2018).

## Geschichte
Zu Beginn der 1930er Jahre stellte Josef Stöckli in Wolhusen im Waschhafen seiner Mutter aus zuvor im Zimmereibetrieb seiner Eltern zugeschnittenen Eschenholzbrettern Skier her, indem er die Bretter dämpfte und zurechtbog. Nach großer Nachfrage gründete er 1935 die Skifabrik Stöckli. Er selbst testete die von ihm hergestellten Produkte als Testfahrer und prüfte seine Neuentwicklungen.
Stöckli entschied sich 1967 die Ski nur noch über den Direktvertrieb zu verkaufen. 1981 wurde die erste Stöckli-Filiale in Sörenberg eröffnet.
Die Stöckli-Ski werden seit 1986 in Malters hergestellt. 1995 begann Stöckli, die Ski auch an Sportfachgeschäfte in der Schweiz zu liefern. 2019 waren Stöckli-Ski in zirka 40 Ländern bei 800 Sportfachhändlern weltweit verfügbar.   
Rund 80 Mitarbeiter arbeiten in der Ski-Manufaktur, jährlich werden rund 60.000 Paar Ski produziert (im Jahr 2021 pro Tag 216 Paar).
Das Unternehmen betrieb jahrelang eine Politik der Preisabsprache, wobei Händlern in der Schweiz ein Mindestpreis in der Form vorgeschrieben wurde, dass diese die Verkaufspreise von Stöckli selbst nicht unterbieten durften. Im Jahr 2019 verständigte sich Stöckli mit der Wettbewerbskommission (Weko) wegen dieses Verstosses gegen das Kartellgesetz auf eine einvernehmliche Regelung, wonach Stöckli eine Busse von 140'000 Franken zu zahlen hatte.

## Produkte
Neben Ski umfasst die Produktpalette auch Winterbekleidung und Ausrüstungsgepäck.

## Sportliche Erfolge
1991 wurde Stöckli Mitglied vom Liechtensteinischen Ski Pool. Mit Marco Büchel fuhr erstmals offiziell ein Skirennfahrer auf Stöckli-Ski im Weltcup mit.
1994 stieg Stöckli zum offiziellen Ausrüster des Swiss-Ski Pools auf und gab die Verpflichtung von Urs Kälin als Rennfahrer bekannt.
1996 feierte Stöckli den ersten Weltcup-Sieg von Urs Kälin im Riesenslalom in Flachau.
1999: Didier Plaschy holte den ersten Slalom-Weltcup-Sieg auf Stöckli-Ski. In Vail wird Marco Büchel im Riesenslalom Vizeweltmeister und Paul Accola holt Bronze in der Kombination.
2006 Ambrosi Hoffmann holte in Turin mit dem dritten Platz im Super-G die erste Medaille an Olympischen Spielen für Stöckli.
2007: Andrej Jerman gewann in Garmisch das erste Weltcup-Abfahrtsrennen in der Geschichte von Stöckli. Am Folgetag belegt er den 2. Platz in der zweiten Abfahrt.
2010: An den Olympischen Winterspielen in Vancouver gewann Stöckli fünf Medaillen: Mike Schmid (Gold Skicross), Ashleigh McIvor (Gold Skicross), Tina Maze (Silber Super-G und Riesenslalom), Audun Grønvold (Bronze Skicross). Cornel Züger gewinnt als erster Athlet für Stöckli die Europacup-Abfahrtsgesamtwertung.
2011: Erste WM-Goldmedaille durch Tina Maze im Riesenslalom in Garmisch-Partenkirchen.
2013: Die Saison der Rekorde: Tina Maze setzte einen neuen Weltcup-Punkterekord mit 2414 Punkten. Dazu: 11 Weltcupsiege, 24 Podestplätze, 4 Kristallkugeln, Weltmeisterin im Super-G, Vizeweltmeisterin im Riesenslalom und in der Kombination in Schladming.
2014: An den Olympischen Winterspielen in Sotschi holte Tina Maze Gold in der Abfahrt und im Riesenslalom. Im Skicross fährt Marielle Thompson auf den ersten Platz und Kelsey Serwa auf Platz 2.
2015: Tina Maze gewann an der WM in Vail Gold in der Abfahrt und Kombination sowie Silber im Super-G. Viktoria Rebensburg gewinnt Silber im Riesenslalom.
2017: Ilka Stuhec gewinnt an der WM in St. Moritz Gold in der Abfahrt.
2018: Marco Odermatt gewann an der Junioren-WM in Davos fünf Mal Gold – neuer Rekord.  An den Olympischen Winterspielen in Pyeongchang holt Fanny Smith Bronze im Skicross.
2019: Ilka Stuhec gewann an der WM in Are Gold in der Abfahrt, Aline Danioth und Andrea Ellenberger sichern sich Gold im Team Event und Viktoria Rebensburg holt Silber im Riesenslalom.
2022: Marco Odermatt gewann die Riesenslalom-Goldmedaille bei den Olympischen Winterspielen 2022 in Peking, den Gesamtweltcup sowie die Riesenslalomwertung der Saison 2021/22.
2025: Marco Odermatt und Alexis Monney erzielen in Crans-Montana den ersten Doppelsieg bei einem Herren-Weltcuprennen (Super-G).